# Bertram Schofield
Bertram Schofield (* 13. Juni 1896 in Southport; † 15. Mai 1998 in Oxford) war ein britischer Musikwissenschaftler und Paläograph.

## Leben und Werk
Bertram Schofield studierte von 1913 bis 1917 an der Universität Liverpool und von 1919 bis 1921 in Paris sowie am Emmanuel College in Cambridge (M.A., Ph.D., Litt.D.). 1922 wurde er Hilfskustos der Handschriftensammlung am Britischen Museum London. 1947 wurde er stellvertretender Kustos. Seit 1956 wirkte er als Kustos sowie Egerton Librarian. Bertram Schofield trat 1961 als Keeper of Mss des British Museum in den Ruhestand.
Bertram Schofield schrieb A Newly Discovered 15th Century Manuscript of the English Chapel Royal (MQ XXXII bis XXXIII, 1946–1947), The Provenance and Dates of «Summe is icumen in» (MR IX, 1948), The Manuscript of Tllis’ Forty-part Motet (MQ XXXVII, 1951). Er lieferte ferner Beiträge für die Periodika Music and Letters und für British Museum Quarterly.